# Maria Klenova
Maria Vassilievna Klenova (en russe : Мари́я Васи́льевна Клёнова) (1898-1976) est une géologue marine soviétique. Elle est une des fondatrices des sciences de la mer russes, et est connue pour ses avancées et travaux en cartographie marine.
Klenova a étudié pour devenir professeure et a plus tard travaillé comme membre du Conseil pour la Recherche en Antarctique de l'Académie des Sciences de l'URSS. Pendant ce temps, elle a passé près de trente ans à faire de la recherche sur les régions polaires et est devenue la première femme scientifique chercheuse en Antarctique. Elle a fait partie de la première expédition soviétique en Antarctique (1955-1957) et a travaillé pour l'Australian National Antarctic Research Expeditions (ANARE ; programme australien d'exploration de l'Antarctique) sur l'île Macquarie.
Le cratère vénusien Klenova a été nommé en son honneur.

## Jeunesse
Maria Vassilievna Klenova est née en 1898 à Irkoutsk en Russie. Elle a été éduquée à Iekaterinbourg et a déménagé à Moscou pendant la Première Guerre mondiale pour travailler dans un hôpital pendant qu'elle faisait des études de médecine. Elle a ensuite voyagé en Sibérie afin de continuer ses études pendant la Guerre civile russe. Au début des années 1920, Klenova est retournée à Moscou et a commencé des études de minéralogie. Elle a été diplômée de l'Université d'Etat de Moscou en 1924. Elle y a alors entrepris un doctorat sous la supervision de Yakov Samoilov et Vladimir Vernadski.

## Carrière
Klenova a commencé sa carrière de géologue marine en 1925, comme chercheuse à bord du navire de recherche soviétique Perseus, rattaché à l'Institut Flottant de Recherche Marine (précurseur de l'actuel Institut de Recherche Nikolai M.Knipovich sur la Pêche Maritime et l'Océanographie) dans la Mer de Barents et les archipels de la Nouvelle-Zemble, du Spitzberg et de la terre François-Joseph. En 1933, Klenova réalise la première carte complète du fond marin de la Mer de Barents. Elle identifie et nomme la plaine abyssale de Barents, d'après l'explorateur polaire néerlandais Willen Barentsz (ou Barents), mort en 1597 lors de sa troisième expédition en quête de la route maritime du Nord.
En 1949, Klenova devient associée principale de recherche à l'Institut d'Océanologie Shirshov, affilié l'Académie des Sciences de l'URSS. Son travail comprend entre autres l'analyse de la géologie des fonds marins de l'Océan Atlantique, de l'Antarctique, de la Mer Caspienne, de a Mer de Barents et de la Mer Blanche. Pendant l'été austral 1956, elle a voyagé avec une équipe soviétique d'océanographie pour cartographier des zones inexplorées de la côte Antarctique.

## Contributions
Ses travaux ont participé à créer le premier atlas de l'Antarctique, un ouvrage révolutionnaire en quatre volumes publié en Union Soviétique. Klenova a passé la plupart de son temps à faire des observations à bord des brise-glaces russes Ob et Lena. Son groupe a réalisé des mesures océanographiques dans les eaux antarctiques et subantarctiques. Avec Klenova se trouvaient sept autres femmes à bord de l'Ob. À l'époque, les femmes étaient rarement autorisées à s'aventurer à terre et devaient compter sur leurs collègues masculins pour collecter et ramener des échantillons de données. Entre ces deux voyages, elle a travaillé à Mirny, une base russe sur la Terre de la Reine-Mary, qui est partagée avec les stations de recherche australienne et polonaise. Sur le chemin du retour, Klenova a foulé le sol de l'île Macquarie, faisant d'elle la première femme scientifique à descendre d'un navire lors d'une telle expédition.
Publié en 1948, son livre Geologiya Moray (Géologie de la mer) était le second manuel dédié à la géologie marine.

## Hommages
La vallée sous-marine Klenova (84°36′N 55°00′W), découverte par l'Expédition Hydrographique de la Flotte du Nord de l'URSS entre 1981 et 1983 a été nommée d'après elle. Le mont sous-marin Klenova, à environ 450km à l'Est des côtes du Brésil, le cratère vénusien Klenova et le sommet Klenova en Antarctique sont aussi nommés en son honneur.